# Eriospermum graniticola
Eriospermum graniticola là một loài thực vật có hoa trong họ Măng tây. Loài này được Dinter ex Poelln. mô tả khoa học đầu tiên năm 1944.